# سفارة التشيك في بولندا
سفارة التشيك في بولندا هي أرفع تمثيل دبلوماسي لدولة التشيك لدى بولندا. تقع السفارة في وهي تهدف لتعزيز المصالح التشيكية في بولندا.

## وصلات خارجية
- الموقع الرسمي
- قائمة سفارات التشيك
- قائمة السفارات في بولندا